# 朴钟柱
朴钟柱（1997年3月14日—），朝鲜男子举重运动员，2014年夏季青年奥运会男子62公斤级金牌得主、2019年亚洲举重锦标赛男子67公斤级铜牌得主、2019年世界举重锦标赛男子67公斤级铜牌得主。